# Yoü and I
Yoü and I è un singolo della cantautrice statunitense Lady Gaga, pubblicato il 27 luglio 2011 come quarto estratto dal secondo album in studio Born This Way.
Yoü and I è stato ispirato dalla storia d'amore di Lady Gaga con Lüc Carl, ed è un brano lento suonato con strumenti che spaziano dalle chitarre elettriche al pianoforte, mentre Gaga e Lange hanno cantato le parti di sottofondo.
Il brano ha riscontrato un responso critico positivo, con i critici che l'hanno definito uno dei brani più belli scritti per Born This Way. In seguito all'uscita dell'album, Yoü and I è entrato nelle classifiche in Canada, Regno Unito e Stati Uniti, grazie alle vendite digitali. Uno dei concorrenti della decima stagione di American Idol, Haley Reinhart, ha cantato Yoü and I nel mese di maggio 2011 prima della sua uscita, raccogliendo pareri positivi e spingendo la stessa Gaga a far ricadere su di esso la scelta del nuovo singolo.
Yoü and I è valso alla cantante una nomination nella categoria miglior performance pop solista ai Grammy Awards 2012, svoltisi il 12 febbraio 2012.

## Copertina
La copertina è stata rivelata il 5 agosto attraverso l'account Twitter della cantante che ha mostrato due foto in bianco e nero del suo alter ego maschile "Jo Calderone". Il nuovo personaggio era già comparso nel giugno 2010, quando Lady Gaga ha posato in quelle vesti per un servizio fotografico a Londra ad opera di Nick Knight. David Jones della rivista Rap-Up ha ribattuto che la controparte maschile di Gaga riprodotta in copertina richiamasse i lineamenti del musicista Bob Dylan. Steve Pond da Reuters non ha prestato il suo consenso al brano, ma ha esaltato l'opera d'arte scrivendo che "Lady Gaga si ama anche se è vestita da uomo".

## Composizione

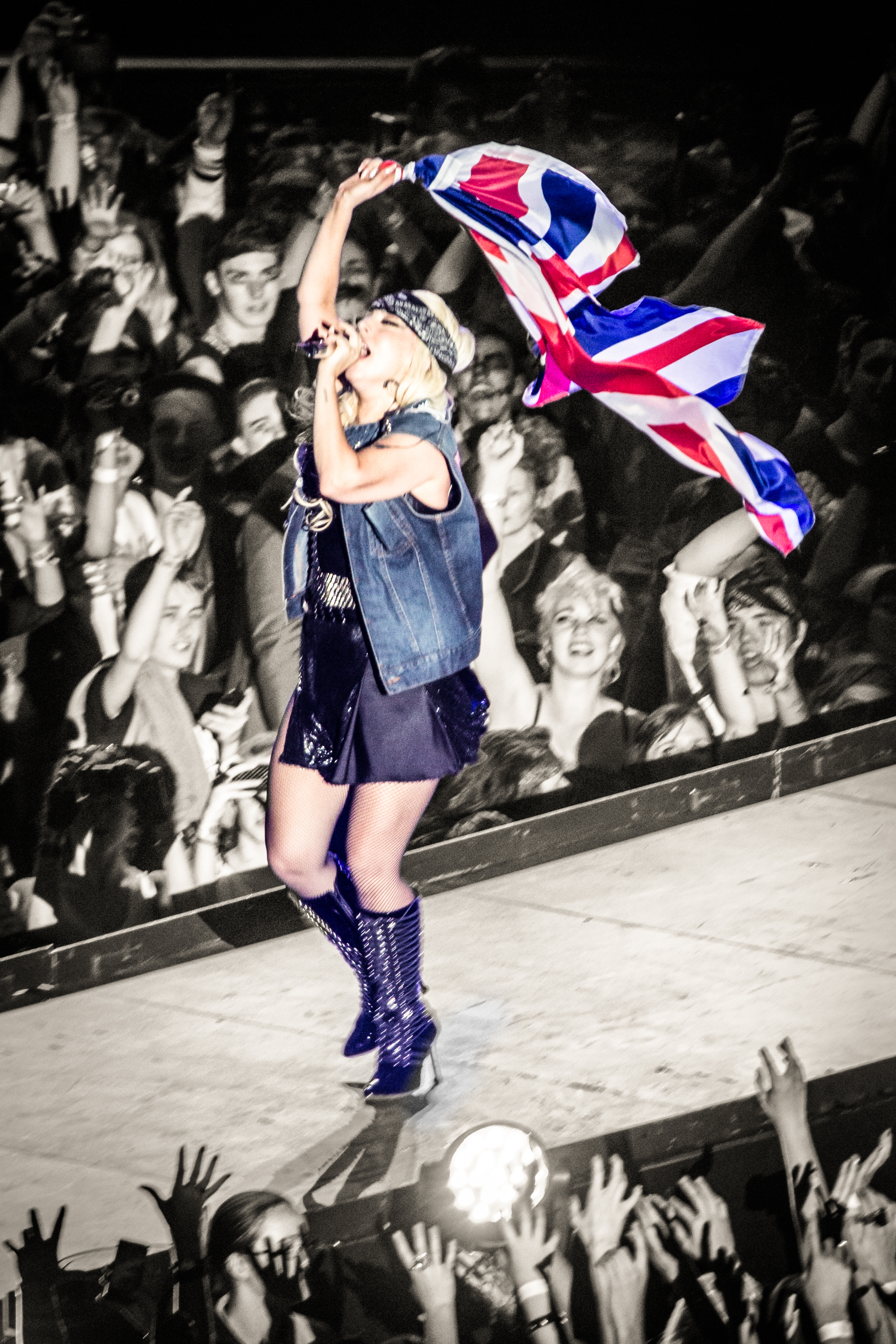
Lady Gaga canta Yoü and I in una tappa a Manchester del Born This Way Ball

Yoü and I è stata scritta da Lady Gaga e prodotta da Lady Gaga e Robert John "Mutt" Lange. È stato uno dei primi brani a essere presentati da Born This Way. Ha affermato di averlo scritto mentre suonava il suo vecchio pianoforte e l'ha cantato in anteprima in occasione del White Tie and Tiara Ball di Elton John nel mese di giugno 2010. La cantante ha detto che era un brano un po' rock and roll, preannunciando che non sarebbe mai stato estratto come singolo da Born This Way, ma che sarebbe stato "molto caro" al suo cuore. Lady Gaga ha poi detto a Meredith Vieira e Ann Curry di MSNBC di averlo dedicato alla persona più importante che avesse mai incontrato. La popstar ha scelto di mantenerne nascosto il nome ma la rivista People ha presto annunciato che l'uomo in questione era proprio Lüc Carl, vecchia fiamma di Lady Gaga e destinatario di altri suoi brani di successo. La cantante ha poi delucidato a Don Sheffield di Rolling Stone, nell'edizione del mese di luglio 2010, che la loro storia d'amore avesse influito sull'origine di Yoü and I.

## Descrizione
Yoü and I è un brano con influssi di musica rock e country, e usa un sample di We Will Rock You dei Queen nel 1977, che si distacca dalla musica elettronica presente nel resto dell'album; il loro chitarrista Brian May è coinvolto nella traccia. È stato registrato da Tom Ware e Horace Ward nel Warehouse Productions Studio di Omaha e nell'Allertwon Hill in Regno Unito rispettivamente. Justin Shirley ha suonato la chitarra insieme a May, mentre Gene Grimaldi ha provveduto al mastering del brano. Prima che i crediti di produzione venissero annunciati, nell'aprile 2011, Gaga ha affermato che "un qualcuno leggendario avrebbe prodotto il brano".
Lady Gaga, una fan dei Queen, ha ammesso di "essersi buttata sul pavimento piangendo e ridendo" quando ha saputo che May avrebbe partecipato a Yoü and I. Lange aveva preteso che Gaga registrasse "una parte vocale abbozzata" per il brano mentre portava avanti il suo tour. Gaga ha poi richiamato: "ho circa trenta sigarette, un paio di occhiali di Jameson e mi sono appena messa su un brano, credendo di aver registrato la mia voce".
Secondo i dati di spartiti musicali raccolti da Sony/ATV Music Publishing, Yoü and I ha posto in una misura con un tempo lento di 60 battiti per minuto. È scritto in tonalità A (La) maggiore, e durante il brano, la voce di Gaga si espande da E3 to C♯5. Il brano si apre con una progressione armonica A–G–A, che diviene A–Bm/A–D/A–B♯m nel ritornello, e ritorna poi ai primi accordi. La sua voce sembra che stia ringhiando durante le strofe principali, dove lei canta le frasi, "He said, 'Sit back down where you belong, in the corner of my bar with your high heels on, Sit back down on the couch where we made love the first time, and you said to me." Il verso è stato ispirato da un divano presente nell'appartamento di Gaga, dove ha fatto in realtà l'amore con Carl e l'ha tenuto come ricordo. Esaminando le differenze che intercorrono fra le esibizioni del brano e la versione in studio, Neil McCormick del The Daily Telegraph ha ribattuto che le parti del pianoforte erano sostituite da "sibilanti sintetizzatori".

## Accoglienza

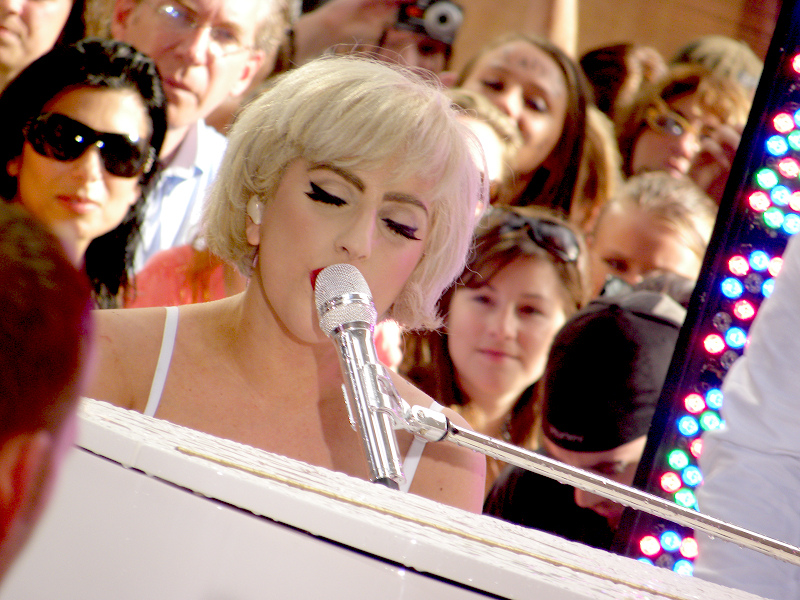
Lady Gaga canta Yoü And I al Today Show nel 2010

Dopo aver cantato in anteprima il brano nel White Tie and Tiara Ball, Lady Gaga ha riscosso i favori di molti critici musicali. Leah Greenblatt da Entertainment Weekly, dopo averla ascoltata, l'ha esaltata per la sua "qualità cabarettistica lenta e rovente" e l'eliminazione di "Auto-Tune, di una produzione estrosa e di uno spettacolo poco sincero". McCormick, che ha delineato alcune distinzioni tra il brano cantato dal vivo e quello registrato in studio, ha descritto la versione cantata in studio come "più grandiosa, temeraria e meno toccante, una ballata rock allestita su misura per la radio per incrementare applausi nelle arene traboccanti di folla. Sotto questo aspetto non è musica per la minoranza: è un pop rock scadente e luminoso per il mercato, un piccolo classico dalle memorie retrò destinato a sedurre la fascia media - fanatici del rock ormai anziani - possibilmente il lato demografico che è ancora scettico sul suo talento". Jody Rosen dal Rolling Stone l'ha definita una power ballad confessionale con "un tono vocale torrido, da Sturm und Drang." In una recensione per il The Guardian, Tim Jonze ha scritto che il brano "mira a uno stile di canto del tipo Hey Jude ma sbocca in stile All Around the World degli Oasis". Dan Aquilante dal The New York Post ha dato un parere meno favorevole a Born This Way ma ha esaltato Yoü and I e la "qualità unicamente terrosa".
Shirley Halperin dal The Hollywood Reporter si è detto stupito se le radio pop non avessero trasmesso il brano, considerando la popolarità di Gaga. Halperin ha sostenuto che la traccia suscitasse "un senso di grandezza che gli ascoltatori non sempre avrebbero colto con le sonorità pesantemente sintetiche prodotte da RedOne di Gaga".
Kate Sullivan dal The Dartmouth ha scritto che Yoü and I potrebbe essere la canzone più onesta di Lady Gaga sino a questo momento. Nekesa Mumbi Moody, in una sua recensione di Born This Way per il Florida Today, ha scritto che il brano rimanda a Speechless, un brano con lo stesso tempo scritto per The Fame Monster.
Secondo Rolling Stone, è il 27° miglior brano del 2011.

## Successo commerciale
In seguito all'uscita dell'album il 23 maggio 2011, Yoü and I è entrata nella UK Singles Chart alla posizione 89, visti i download digitali di Born This Way.
Il brano ha avuto un buon successo negli Stati Uniti e in Nuova Zelanda. Ha debuttato nella Billboard Hot 100 alla posizione 36 l'11 giugno 2011, dopo aver venduto 83 000 download. Secondo Nielsen SoundScan, la canzone ha venduto un totale di 124 000 download digitali a partire da giugno 2011. Negli Stati Uniti, la canzone rientrò nella Billboard Hot 100 alla posizione 96 nella settimana del 27 agosto 2011, mentre nella sezione Pop Songs è alla posizione 35. Nella terza settimana sale al 35º posto della classifica statunitense con un incremento del 261%, vendendo 56 000 copie. Nella sua quarta settimana con un incremento del 92% vende 109 000 copie salendo al sedicesimo posto. Nella quinta settimana vende 175 000 copie con un incremento del 61% arrivando alla sesta posizione. Secondo Billboard, il brano ha venduto 2 400 000 copie fino al 25 febbraio 2018 negli Stati Uniti.
In Canada, il brano è entrato nella Hot Digital Songs Chart alla posizione 14, e di conseguenza debuttò nella Billboard Canadian Hot 100 alla posizione 27.
Prima che il singolo venne ufficialmente pubblicato, ha iniziato a vendere digitalmente anche in Australia, e successivamente entrato nell'ARIA Singles Chart alla posizione 56 il 15 agosto 2011.

## Video musicale
(Lady Gaga parla del suo amore per il Nebraska, e della nascita del video.)
Il video musicale di Yoü and I è stato filmato a Springfield, nel Nebraska e è stato diretto dalla coreografa e assistente di Lady Gaga, Laurieann Gibson.
Il 2 agosto, Lady Gaga ha scritto sul suo profilo Twitter che il video della canzone sarà il suo millesimo tweet. Inizialmente video e canzone sarebbero dovuti essere pubblicati in contemporanea il 18 agosto, ma il primo venne pubblicato il 16 agosto. La cantante riguardo al video ha dato molti dettagli, dicendo:
Al video, diretto dalla Haus of Gaga, prende parte anche l'attore e modello statunitense Taylor Kinney.
In seguito, probabilmente anche poiché il video ha cominciato a girare su YouTube nel primo pomeriggio (ora italiana) di martedì 16 agosto, in quello stesso giorno è stato pubblicato anticipatamente anche dal canale VEVO ufficiale. Su Twitter, poco prima della pubblicazione, Lady Gaga ha pubblicato tre tweets: FUCK, THURS, DAY.
In seguito all'anteprima del video su MTV, Lady Gaga ha spiegato alcuni influssi e alcune scene del video. "Il video è piuttosto complesso sulla base della storia che viene raccontata, e questo significa che è sia un po' lineare sia un po' contorto e confuso perché l'amore non è da meno", ha finito col concludere. A proposito delle scene del rapporto sessuale del modello Taylor Kinney con la cantante in veste di sirena, Lady Gaga ha confessato che metaforicamente esse enfatizzano il fatto che i rapporti certe volte non vanno alla grande. "Per quanto ci proviate c'è questa frontiera gigantesca tra te e la persona che ami." Dopo aver affermato che l'abito da sposa indossato nel video è appartenuto a sua madre, Gaga ha messo in luce la scena che mostra il furgoncino dei gelati. Secondo lei, essa rappresenta la distruzione dell'infanzia. Esaminando la decisione di proporla, Gaga ha detto:

È stata questa la scena con cui ho voluto aprire il video, perché penso che su di essa si fonda davvero il resto della storia. Permette di farti immaginare che tu non sei una sola persona; ne sei tante. E quella persona attinge da molte storie e ricordi, e tutti questi ricordi fanno parte abbondamente di te. Sono ridotta male brutalemente all'inizio del video, ma alla fine, non lo sono più. Sono un po' diversa. E non vuol dire che sia un video di risposta; vuol dire che è un abbondante numero della domanda.

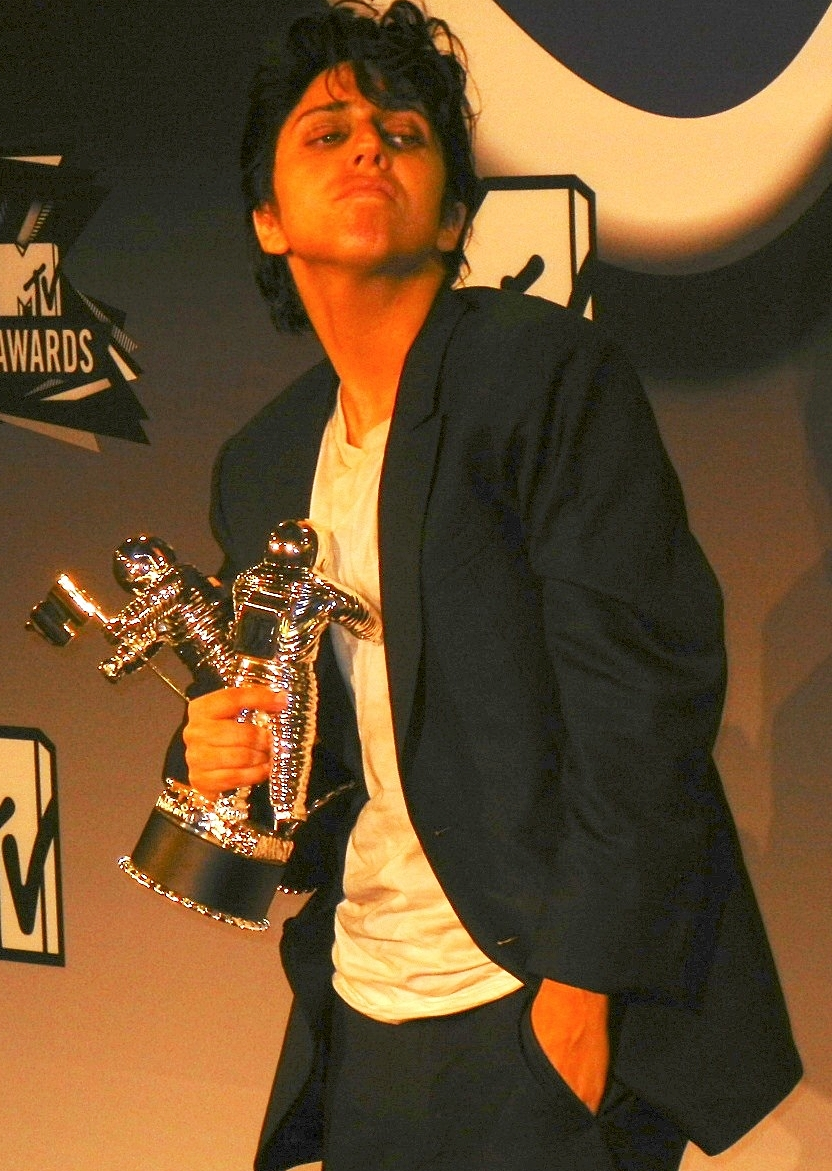
Lady Gaga nelle vesti del proprio alter ego Jo Calderone, protagonista del video di Yoü and I, agli MTV Video Music Awards 2011.

Il video musicale inizia con Gaga, vestita con abiti neri, occhiali da sole, con i piedi sanguinanti ed un braccio bionico, che cammina in una strada deserta, in Nebraska, dopo esserci ritornata a piedi dopo anni di assenza. Gaga va a comprare un gelato da un venditore, ma la cantante si accascia al suolo appena egli sorride. Comincia, poi, ad avere flashback del suo tempo trascorso in Nebraska: un matrimonio con un uomo (Taylor Kinney), una tortura da parte dello stesso uomo all'interno di una stalla e lei all'interno di un serbatoio d'acqua; tutte queste sequenze sono mostrate in rapida successione. La canzone inizia a cantare mentre la telecamera si avvicina lentamente verso di lei, che è in piedi piegata in avanti. Il video cambia continuamente; è possibile vedere Gaga con capelli grigi, rossetto giallo ed un vestito bianco mentre suona il pianoforte in un campo di grano, mentre il suo alter-ego maschile, Jo Calderone, si trova sulla cima al pianoforte mentre fuma una sigaretta e beve una birra. Come Calderone si tira su le maniche, vengono mostrate altre scene in cui Gaga continua a camminare nel deserto. Durante la seconda strofa, uno scienziato pazzo seminudo, interpretato sempre da Taylor Kinney, sta torturando Gaga, che indossa un vestito giallo con degli occhiali fatti di forcine; nel frattempo viene mostrata un'altra versione della cantante con dei lunghi capelli color verde acqua mentre balla e canta in un fienile insieme a delle ballerine. Durante il secondo ritornello, Gaga è mostrata in un'altra versione ancora: Yuyi la Sirena, con le branchie sul viso e sul collo, mentre si trova in una vasca piena d'acqua; in seguito viene mostrato lo scienziato mentre tenta di trasformare Yuyi in un'umana. Alla fine del ritornello, la telecamera inquadra una Lady Gaga bruna all'interno di un serbatoio d'acqua mentre dice "Yoü and I!". Vengono di nuovo mostrate scene della cantante mentre è nel deserto e poi nel campo di grano insieme a Jo Calderone. Dopo vengono mostrate scene in cui Gaga si sposa, di Yuyi nella sua vasca, e di Gaga prima seduta su una sedia poi legata su un nastro trasportatore. Durante l'assolo di chitarra di Brian May, Gaga balla nel campo di grano con altre ballerine vestite con lo stesso vestito bianco, mentre Yuyi ha un rapporto sessuale con lo scienziato. Mentre canta il ritornello per l'ultima volta, Gaga bacia il suo alter-ego Jo Calderone in una sequenza, e attraversa il campo di grano correndo in un'altra. Il video si conclude con Yuyi e lo scienziato insieme nella vasca da bagno, e con il loro matrimonio.
Il video ha ottenuto la certificazione Vevo, avendo superato le 100 milioni di visualizzazioni su YouTube e Vevo.

### Filmati di moda
Lady Gaga ha annunciato il 1º settembre attraverso il suo Twitter che sono state girate altre cinque versioni del video musicale, una con ogni personaggio che interpreta nel video, e che la prima sarebbe stata pubblicata entro tre ore. Dopo il tweet, la cantante ha pubblicato il primo video, dal titolo Haus of Ü Featuring Nymph. Il video in bianco e nero si protrae per poco più di due minuti e mostra Lady Gaga poco truccata ballare indossando un abito corto bianco. Il 13 settembre sul suo canale Twitter, Lady Gaga annuncia che il secondo video verrà pubblicato entro mezz'ora sul suo canale ufficiale di YouTube. Nel video, dal titolo Haus of Ü Feauturing Bride appare la cantante con un braccio bionico e alcuni suoi ballerini, Nicola Formichetti e Taylor Kinney. Il 20 settembre (mentre in Italia il 21 settembre), è stato pubblicato il terzo video, dal titolo Haus of Ü Feauturing Yüyi, dove si può vedere la cantante nelle vesti di sirena, che fuma una sigaretta su una sedia nera pieghevole o mentre vi si contorce goffamente trascinando con sé la sedia e scaraventandola in aria infuriata; nel video appare anche Formichetti. Il quarto filmato di moda è stato pubblicato il 3 febbraio 2012 con il titolo Haus Of Ü ft Jo. Nel video si vede Jo Calderone (l'alter ego maschile di Lady Gaga) mentre fuma una sigaretta e successivamente mentre si toglie i pantaloni. In questo video si possono vedere anche alcune ballerine.

## Esibizioni del vivo

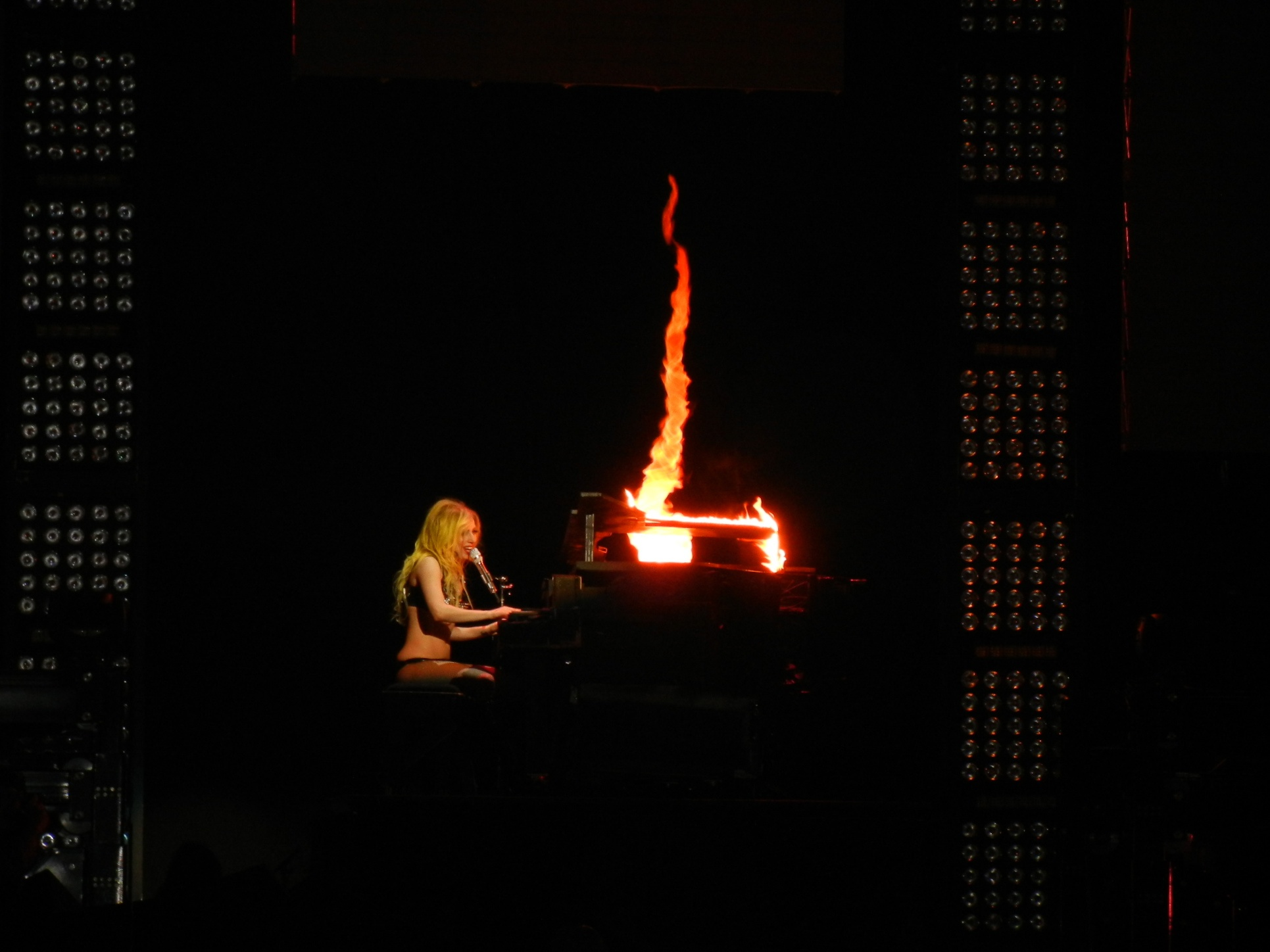
Lady Gaga mentre si esibisce con Yoü and I a Nashville, nel 2010

Il brano è stato presentato per la prima volta nel giugno 2010 in occasione dell'evento White Tie and Tiara Ball di Elton John nella versione al pianoforte. Un filmato di questa esibizione è trapelato in Internet suscitando un buon riscontro e, dato l'entusiasmo riscontrato, il brano è stato incluso nella scaletta del The Monster Ball Tour. Yoü and I è stato inoltre parte della scaletta del seguente tour, il The Born This Way Ball. È stato poi aggiunto nella scaletta di qualche data dell'ArtRave: The Artpop Ball, al Joanne World Tour e in seguito nella scaletta permanente del suo residency tour, Lady Gaga: Enigma.

## Tracce
Download digitale
1. Yoü and I - 5:07

CD singolo
1. "Yoü and I" (Radio Edit) – 4:07
2. "Yoü and I" (Mark Taylor Radio Edit) – 3:56

7" (Regno Unito)
1. Yoü and I (Wild Beasts Remix) - 3:51
2. Yoü and I (Metronomy Remix) - 4:20

EP remix
1. Yoü and I (Wild Beasts Remix) - 3:51
2. Yoü And I (Mark Taylor Remix) - 5:02
3. Yoü And I (10 Kings Remix) - 4:29
4. Yoü And I (ATB Remix) - 8:08
5. Yoü And I (Metronomy Remix) - 4:20
6. Yoü And I (Danny Verde Remix) - 7:48
7. Yoü And I (Hector Fonseca Remix) - 8:03

## Cover
Il cast del telefilm Glee ha inciso una cover del brano. Tale reinterpretazione ha debuttato alla sessantanovesima posizione della classifica statunitense.
La cantante Kelly Clarkson ne ha eseguito una cover dal vivo nel 2012.

## Classifiche
| Classifica (2011) | Posizione massima |
| ----------------- | ----------------- |
| Australia         | 14                |
| Austria           | 8                 |
| Belgio (Fiandre)  | 54                |
| Belgio (Vallonia) | 54                |
| Canada            | 10                |
| Francia           | 98                |
| Germania          | 21                |
| Giappone          | 8                 |
| Irlanda           | 32                |
| Italia            | 19                |
| Libano            | 5                 |
| Nuova Zelanda     | 5                 |
| Paesi Bassi       | 83                |
| Regno Unito       | 23                |
| Repubblica Ceca   | 24                |
| Slovacchia        | 18                |
| Stati Uniti       | 6                 |
| Svizzera          | 32                |
| Ungheria          | 24                |

### Classifiche di fine anno
| Classifica (2011) | Posizione |
| ----------------- | --------- |
| Canada            | 64        |
| Regno Unito       | 169       |
| Stati Uniti       | 70        |

## Date di pubblicazione
| Nazione     | Data              | Formati           | Etichetta                    |
| ----------- | ----------------- | ----------------- | ---------------------------- |
| Giappone    | 27 luglio 2011    | Download digitale | Interscope, Polydor, Def Jam |
| Regno Unito | 18 settembre 2011 | Download digitale | Interscope, Polydor, Def Jam |
| Regno Unito | 26 settembre 2011 | 7" Picture Disc   | Interscope, Polydor, Def Jam |
| Stati Uniti | 23 agosto 2011    | Airplay           | Interscope, Polydor, Def Jam |
| Germania    | 23 settembre 2011 | CD                | Interscope, Polydor, Def Jam |